# Ecco Pippo!
Ecco Pippo! (Goof Troop) è una serie animata statunitense prodotta da Walt Disney Television Animation. La serie riprende la figura del simpatico e maldestro Pippo, il quale viene calato nei panni di genitore di Max, un ragazzino di undici anni vivace e attivo ma anche sveglio (a differenza del padre) e sempre attento alla moda, ma anche scatenato nel compiere le sue furbizie contro Pietro Gambadilegno, il quale è molto disonesto, sfortunato e alquanto diffidente nella serie.
Per la serie, sono state prodotte due stagioni, per un totale di 78 episodi con l'aggiunta di un episodio speciale per Natale.
Dalla serie sono stati ricavati anche due film di animazione, come spin-off, intitolati: In viaggio con Pippo (A Goofy Movie) (1995) ed Estremamente Pippo (An Extremely Goofy Movie) (2000).
Ecco Pippo! è stato trasmesso in Italia per la prima volta su Canale 5 nel 1993.

## Trama
Pippo decide di ritornare alla sua città natale, Spoonerville, assieme al figlio Max e al gatto Cialda. Il loro nuovo vicino di casa, inoltre, è Pietro Gambadilegno, che vive con la moglie Peg, il loro primogenito undicenne Pietro Junior Gambadilegno, migliore amico di Max, la figlia Carabina di quattro anni circa, e un cane di nome Tigre. Per vivere, Gambadilegno non svolge attività criminali, ma vende auto usate, con metodi discutibili mentre Peg lavora nel settore immobiliare. Pasticci, guai, simpatia e problemi di ricchezza fra la banda di Pippo e la famiglia Gambadilegno, soprattutto dovranno vedersela con dei briganti in alcuni episodi.

## Personaggi

### Pietro Gambadilegno
È lo stesso personaggio criminale dei fumetti, ma qui svolge l'attività di venditore di automobili usate. Pur svolgendo un lavoro onesto spesso opera con metodi ai limiti della legalità. È nevrotizzato dalla presenza di Pippo come vicino di casa.

### Peg
È la moglie di Pietro. Lavora come immobiliare. Alle volte si arrabbia per i comportamenti del marito, nonostante la presenza di Pippo e Max arrivati a Spoonerville.

### Carabina
Pistol in originale. Figlia minore di Pietro. È curiosamente esuberante.

### Cialda e Tigre
Cialda (Waffles) e Tigre (Chainsaw) sono il gatto di Pippo e il cane di Pietro.

## Episodi
Gli episodi di Ecco Pippo!, in due stagioni furono trasmessi per la prima volta dal 1992 al 1993.

## Doppiatori
| Nome personaggio    | Doppiatore originale | Doppiatore italiano |
| ------------------- | -------------------- | ------------------- |
| Pippo               | Bill Farmer          | Vittorio Amandola   |
| Pietro Gambadilegno | Jim Cummings         | Massimo Corvo       |
| Max                 | Dana Hill            | Simone Crisari      |
| P.J.                | Rob Paulsen          | Paolo Vivio         |
| Peg                 | April Winchell       | Silvia Pepitoni     |
| Carabina            | Nancy Cartwright     | Monica Ward         |

## Edizioni home video

### VHS
Il 7 maggio 1993 furono pubblicate in America del Nord tre VHS contenenti ognuna due episodi e un video musicale. Le versioni italiane, inizialmente pubblicate come videocassette editoriali cartonate, poi come edizioni della collana Cartoon Mania, sono le seguenti:
| Titolo VHS         | Episodi contenuti                                              | Data di uscita |
| ------------------ | -------------------------------------------------------------- | -------------- |
| A pesca di guai    | "Pesca al tesoro" "Tutta colpa delle Hawaii"                   | Febbraio 1995  |
| Campioni a 4 ruote | "Il papà più intrepido del mondo" "Il mio regno per una vasca" | Aprile 1995    |
| Pippo rockstar     | "Rockstar" "Incontri ravvicinati del tipo strambo"             | Giugno 1995    |